# 私に構わないで
『私に構わないで』（Ne gledaj mi u pijat）は、ハナ・ユシッチ監督・脚本による2016年のクロアチア・デンマークのドラマ映画である。
第73回ヴェネツィア国際映画祭のヴェニス・デイズ部門でプレミア上映され、フェデオラ賞を獲得した。また日本では2016年に第29回東京国際映画祭のコンペティション部門でプレミア上映され、監督賞を獲得した。
第90回アカデミー賞外国語映画賞にはクロアチア代表作として出品された。

## プロット
24歳のマリヤナは母親、傲慢な父親、精神障害を抱える兄と共に暮らしていた。あるとき父が脳卒中で倒れたことにより彼女は家長としての責任を負うこととなる。

## キャスト
- ミア・ペトリチェヴィッチ
- ニクシャ・ブティエル
- ズラッコ・ブリッチ（英語版）
- アリヤナ・チュリナ
- カルラ・ブルビチ